# Peseta saaraui
A peseta saaraui é desde 1975 a moeda oficial da República Árabe Saaráui Democrática, o estado fundado pela Frente Polisário que reivindica a soberania do território disputado do Saara Ocidental.

## Apresentação
A taxa de câmbio oficial estava em paridade com a peseta espanhola. Desde a substituição deste pelo euro, a taxa oficial é de  para 166,386 pesetas sarauís. Embora a moeda continue sendo muito pouco usada, esta taxa de câmbio é, na prática, teórica.
As moédas em circulação são 1, 2, 5 e 50 pesetas; estas peças são feitas em cuproníquel. A peseta é dividido em 100 céntimos, mas nenhuma moeda em céntimos já foi batida. Nunca houve qualquer cédula em pesetas sarauís.
O Saara Ocidental é maioritariamente controlada pelo Marrocos, a principal moeda em circulação é o dirrã.

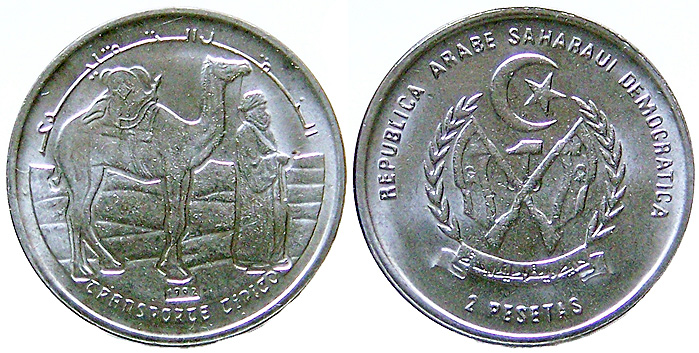
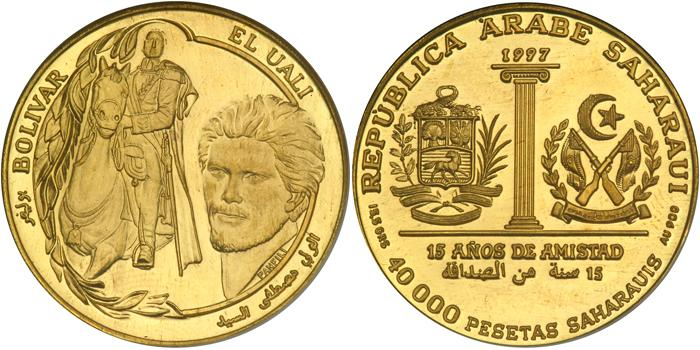
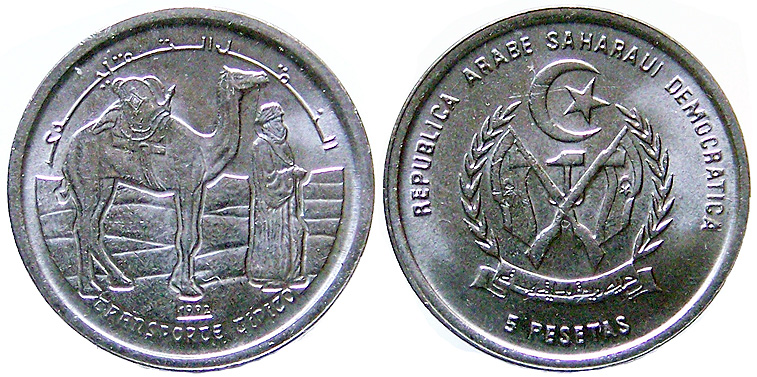

- Ficheiro:100pesetassaharauiscobre1993.JPG